# Emoções
Emoções betyder "känslor" på portugisiska och på criol som talas på Kap Verde. 
Emoções är en musikkassett inspelad av artisten Val Xalino år 1993. Kassetten innehåller enbart egna kompositioner och spelades in i Göteborg samma år som den gavs ut. På kassetten finns också fyra låtar som senare kom att bli nyinspelade och omarrangerade på skivan Rainha de Beleza som gavs ut år 2006.

## Låtlista
1. Rainha de Beleza
2. Salario de Formiga
3. Nôs Coladera
4. Alma Santa
5. Blues de Regresso
6. Tragedia d'um Milionaria
7. Uma Casa Ao Pé Da Praia
8. Chegou O Carnaval